# Видомлянська сільська рада
52°19′11″ пн. ш. 23°45′47″ сх. д. / 52.31972° пн. ш. 23.76306° сх. д.
Видомля́нська сільська́ ра́да (біл. Відамля́нскі сельсавет) — адміністративно-територіальна одиниця у складі Кам'янецького району, Берестейської області Білорусі. Адміністративний центр сільської ради — агромістечко Видомля.

## Географія
Видомлянська сільська рада розташована на крайньому південному заході Білорусі, на заході Берестейської області, на північ від обласного та південь від районного центрів. На заході вона межує із Ратайчицькою, на північному заході — із Войською сільськими радами, на півночі — із містом Кам'янець, на північному сході — із Річицькою та Пелищенською сільськими радами (всі Кам'янецький район), на сході — із Жабинківським, а на півдні — Берестейським районами (Берестейська область).
Великих озер на території Видомлянської сільської ради немає. Найбільша річка Лісна (85 км), права притока Західного Бугу.
Найвища точка сільської ради становить 180,1 м над рівнем моря і розташована на південно-східній околиці населеного пункту Видомля.
Територією сільради із півдня на північ проходить республіканська автомобільна дорога Р83, за маршрутом: Берестя — Каменюки, а із сходу — північного сходу на захід — південний захід — Р85, за маршрутом: Слонім — Високе. Найближча залізнична станція — «Жабинка» в місті Жабинка.

## Історія
Сільська рада була утворена 12 жовтня 1940 року у складі Кам'янецького району Брестської області (БРСР). 16 липня 1954 року до Видомлянської сільської ради були приєднані населенні пункти ліквідованої Турнавської сільської ради.
7 вересня 2006 року, рішенням Берестейської обласної Ради депутатів виключене зі складу Ратайчицької сільради та включені до складу Видомлянської сільради населені пункти Броневичі, Дем'янчиці, Млини, Олешковичі.

## Склад сільської ради
До складу Видомлянської сільської ради входить 25 населених пунктів, із них 2 агромістечка та 23 села.
| Населений пункт | Статус       | Населення осіб (2005) | Координати                                                            |
| --------------- | ------------ | --------------------- | --------------------------------------------------------------------- |
| Видомля         | агромістечко | 861                   | 52°19′37″ пн. ш. 23°47′5″ сх. д. / 52.32694° пн. ш. 23.78472° сх. д.  |
| Баранки         | село         | 19                    | 52°21′20″ пн. ш. 23°45′5″ сх. д. / 52.35556° пн. ш. 23.75139° сх. д.  |
| Броневичі       | село         | 6                     | 52°19′46″ пн. ш. 23°41′33″ сх. д. / 52.32944° пн. ш. 23.69250° сх. д. |
| Велика Больша   | село         | 9                     | 52°20′5″ пн. ш. 23°44′50″ сх. д. / 52.33472° пн. ш. 23.74722° сх. д.  |
| Велика Мала     | село         | 19                    | 52°19′39″ пн. ш. 23°45′25″ сх. д. / 52.32750° пн. ш. 23.75694° сх. д. |
| Грушівка        | село         | 76                    | 52°18′15″ пн. ш. 23°46′43″ сх. д. / 52.30417° пн. ш. 23.77861° сх. д. |
| Дем'янчиці      | село         | 58                    | 52°17′50″ пн. ш. 23°38′33″ сх. д. / 52.29722° пн. ш. 23.64250° сх. д. |
| Завершани       | село         | 69                    | 52°14′51″ пн. ш. 23°46′8″ сх. д. / 52.24750° пн. ш. 23.76889° сх. д.  |
| Задвір'я        | село         | 24                    | 52°17′3″ пн. ш. 23°45′36″ сх. д. / 52.28417° пн. ш. 23.76000° сх. д.  |
| Коляди          | село         | 1                     | 52°18′23″ пн. ш. 23°43′47″ сх. д. / 52.30639° пн. ш. 23.72972° сх. д. |
| Лашевичі        | село         | 2                     | 52°20′42″ пн. ш. 23°47′39″ сх. д. / 52.34500° пн. ш. 23.79417° сх. д. |
| Лешанка         | село         | 38                    | 52°17′23″ пн. ш. 23°44′36″ сх. д. / 52.28972° пн. ш. 23.74333° сх. д. |
| Лешня           | село         | 72                    | 52°17′12″ пн. ш. 23°41′58″ сх. д. / 52.28667° пн. ш. 23.69944° сх. д. |
| Млини           | село         | 34                    | 52°19′29″ пн. ш. 23°39′16″ сх. д. / 52.32472° пн. ш. 23.65444° сх. д. |
| Мурини Великі   | село         | 87                    | 52°23′7″ пн. ш. 23°47′58″ сх. д. / 52.38528° пн. ш. 23.79944° сх. д.  |
| Мурини Малі     | село         | 23                    | 52°23′7″ пн. ш. 23°46′58″ сх. д. / 52.38528° пн. ш. 23.78278° сх. д.  |
| Олешковичі      | село         | 60                    | 52°15′50″ пн. ш. 23°44′15″ сх. д. / 52.26389° пн. ш. 23.73750° сх. д. |
| Олешковичі 1    | село         | 54                    | 52°19′21″ пн. ш. 23°42′10″ сх. д. / 52.32250° пн. ш. 23.70278° сх. д. |
| Плянта          | село         | 9                     | 52°21′48″ пн. ш. 23°45′47″ сх. д. / 52.36333° пн. ш. 23.76306° сх. д. |
| Приозерське     | селище       | 246                   | 52°21′4″ пн. ш. 23°49′46″ сх. д. / 52.35111° пн. ш. 23.82944° сх. д.  |
| Радість         | село         | 58                    | 52°22′23″ пн. ш. 23°46′52″ сх. д. / 52.37306° пн. ш. 23.78111° сх. д. |
| Турна Велика    | агромістечко | 453                   | 52°16′27″ пн. ш. 23°46′7″ сх. д. / 52.27417° пн. ш. 23.76861° сх. д.  |
| Турна Мала      | село         | 26                    | 52°15′46″ пн. ш. 23°45′35″ сх. д. / 52.26278° пн. ш. 23.75972° сх. д. |
| Шаличі 1        | село         | 26                    | 52°19′0″ пн. ш. 23°43′48″ сх. д. / 52.31667° пн. ш. 23.73000° сх. д.  |
| Шаличі 2        | село         | 31                    | 52°19′30″ пн. ш. 23°44′22″ сх. д. / 52.32500° пн. ш. 23.73944° сх. д. |

## Населення
За переписом населення Білорусі 2009 року чисельність населення сільської ради становило 2448 осіб.

### Національність
Розподіл населення за рідною національністю за даними перепису 2009 року:
| Національність            | Осіб | Відсоток |
| ------------------------- | ---- | -------- |
| білоруси                  | 1824 | 74,51 %  |
| українці                  | 267  | 10,91 %  |
| росіяни                   | 163  | 6,66 %   |
| поляки                    | 163  | 6,66 %   |
| вірмени                   | 9    | 0,37 %   |
| азербайджанці             | 7    | 0,29 %   |
| національність не вказана | 4    | 0,16 %   |
| татари                    | 3    | 0,12 %   |
| німці                     | 3    | 0,12 %   |
| чуваші                    | 2    | 0,08 %   |
| греки                     | 1    | 0,04 %   |
| башкири                   | 1    | 0,04 %   |
| удмурти                   | 1    | 0,04 %   |
| Разом                     | 2448 | 100 %    |